# Zeppelin-Staaken R.VI
Zeppelin-Staaken R.VI là một loại máy bay ném bom chiếm lược hai tầng cánh của Đế quốc Đức trong Chiến tranh thế giới I, nó còn được gọi là Riesenflugzeug (máy bay khổng lồ).

## Biến thể

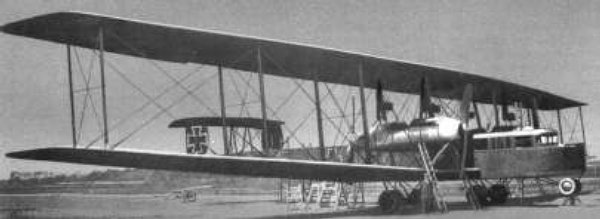
Zeppelin-Staaken R.VI
Zeppelin-Staaken R.VII
Zeppelin-Staaken R.XIV
Zeppelin-Staaken R.XV
Zeppelin-Staaken Type "L" Seaplane
Zeppelin-Staaken Type 8301 Seaplane

## Quốc gia sử dụng
- German Empire
  - Luftstreitkräfte
  - Marine-Fliegerabteilung

## Tính năng kỹ chiến thuật (Zeppelin-Staaken R.VI)
Dữ liệu lấy từ The German Giants
Đặc tính tổng quan
- Kíp lái: 7
- Chiều dài: 22,1 m (72 ft 6 in)
- Sải cánh: 42,2 m (138 ft 5 in)
- Chiều cao: 6,3 m (20 ft 8 in)
- Diện tích cánh: 332 m2 (3.570 foot vuông)
- Trọng lượng rỗng: 7.921 kg (17.463 lb)
- Trọng lượng có tải: 11.848 kg (26.120 lb)
- Sức chứa nhiên liệu: 3,000 l (1 gal Mỹ)
- Động cơ: 4 × Mercedes D.IVa kiểu động cơ piston thằng hàng 6 xy-lanh, làm mát bằng nước[note 1], 190 kW (260 hp)  mỗi chiếc
- Động cơ: 4 × Maybach Mb.IVa kiểu động cơ piston thằng hàng 6 xy-lanh, làm mát bằng nước, 183 kW (245 hp)  mỗi chiếc
- Cánh quạt: 2-lá, 4,26 m (14 ft 0 in) đường kính

Hiệu suất bay
- Vận tốc cực đại: 135 km/h (84 mph; 73 kn)
- Tầm bay: 800 km (497 mi; 432 nmi)
- Thời gian bay: 7-10 h
- Trần bay: 4.320 m (14.173 ft)
- Vận tốc lên cao: 1,67 m/s (329 ft/min)
- Thời gian lên độ cao:

- 10 phút lên độ cao 1,000 m (3 ft)
- 23 phút lên độ cao 2,000 m (7 ft)
- 43 phút lên độ cao 3,000 m (10 ft)
- 2 h 26 phút lên độ cao 4,320 m (14 ft)

Vũ khí trang bị

- Súng: 4 x súng máy Parabellum MG14 7,92 mm (0,312 in)
- Bom: 4,409 lb (2000 kg) bom

Ghi chú
1. ↑  R.VI 30/16 was fitted with a Brown-Boveri centrifugal supercharger in the fuselage, driven by a Mercedes D.II engine